# ابراهیم حصیری
ابوالقاسم ابراهیم بن عبدالله حصیری از سیاستمداران و درباریان دورهٔ غزنویان است. وی فرزند ابوبکر حصیری است و در عهد سلطان محمود و مسعود غزنوی در حکومت آنان صاحب منصب بوده. وی در زمان محمود غزنوی از مشاوران بود و پس از درگذشتش، جانب سلطان مسعود را برای جانشینی بگرفت و از این روی در میان مشاوران ویژهٔ او جای داشت. ابراهیم پس از رفتن به سفر حج از حکومت کناره گرفت و به گوشه‌نشینی و عبادت روی آورد. زمان درگذشت او مشخص نیست ولی دانسته است که در زمان تألیف تاریخ بیهقی هنوز می‌زیسته.